# Bright Star-kataloget
Bright Star-kataloget (også omtalt som Yale Catalog of Bright Stars) er et katalog over de stjerner på himlen, som er lysstærke nok til at kunne ses med det blotte øje. Da det oprindeligt er et uddrag af Harvard Revised Photometry Catalogue, som blev offentliggjort af Edward Charles Pickering i 1908, benytter man forkortelsen HR (for Harvard Revised) for indgange i kataloget. For eksempel har himlens lysstærkeste stjerne, Sirius, benævnelsen HR 2491.
Bright Star-kataloget udkom første gang i 1930 og indeholdt alle stjerner med størrelsesklasse lysstærkere end 6.5m sorteret efter voksende rektascension gældende for epoke og ekvinoktium B1900.0. Blandt dens 9110 objekter har 14 imidlertid vist sig at være fejlplacerede, men bibeholdes for at bevare nummereringen.
I 1983 udkom et tillæg på yderligere 2630 stjerner med størrelsesklasser ned til 7.5m. Den nuværende femte udgave findes kun elektronisk. Den er opdateret til epoken J2000.0. En illustration af, hvordan BSC-stjernerne fordeler sig på himlen kan findes på nettet.
Herunder vises et uddrag af femte udgave af kataloget . Som man kan se, sker der et spring i rektascensionen fra HR 9076 til HR 9077. Det skyldes virkningen af præcession ved overgangen fra epoken B1900.0 til J2000.0.
| HR#                                                         | Position      | Position     | Epoke   | Egenbevægelse | Egenbevægelse | Mag  | Spektrum | * | BD/CD      | Rad.hast |
| HR#                                                         | Rektascension | Deklination  | Epoke   | Rekt          | Dekl          | Mag  | Spektrum | * | BD/CD      | Rad.hast |
| ----------------------------------------------------------- | ------------- | ------------ | ------- | ------------- | ------------- | ---- | -------- | - | ---------- | -------- |
| 2478                                                        | 06:43:59.30   | +13:13:40.00 | 2000.00 | –00.003       | –00.058       | 4.49 | K0III    | * | BD+13 1390 | RV7+01   |
| 2479                                                        | 06:43:38.70   | +03:55:56.00 | 2000.00 | +00.006       | –00.006       | 5.90 | B0III    |   | BD+04 1414 | RV +03   |
| 2480                                                        | 06:44:45.50   | +28:58:15.00 | 2000.00 | –00.004       | –00.026       | 5.44 | K4III    |   | BD+29 1327 | RV +01   |
| 9076                                                        | 23:59:55.00   | -65:34:38.00 | 2000.00 | +00.048       | -00.024       | 4.50 | B9IV     |   | CP-66 3819 | RV +01   |
| 9077                                                        | 00:00:19.20   | -44:17:26.00 | 2000.00 | +00.080       | -00.111       | 6.29 | G3IV     |   | CD-4415420 | RV +00   |
| En stjerne (*) viser, at der findes yderligere information. |               |              |         |               |               |      |          |   |            |          |

I kataloget angives koordinater (rektascension og deklination), tilsyneladende størrelsesklasse, egenbevægelse og parallakse for hver stjerne.
I de trykte udgaver blev stjerners deklination afgivet i formatet –05° 32' 58". Ved den første udgave på elektronisk form blev dette format bibeholdt og værdier gemt som tal. Men da stjerner i deklinationsintervallet mellem –1° og 0° blev indledt med "-00" og da –0 er det samme som 0, flyttede de alle op i intervallet fra 0° til +1°. Det er nemlig nødvendigt at registrere deklinationens fortegn for sig: [–] [05] [32] [58].